# Cryptostipula
Cryptostipula là một chi rêu trong họ Jungermanniaceae.